# Ron Buhnik
Ron Buhnik (en hebreo רון בוחניק; nacido el 7 de diciembre de 1994) es un cantautor israelí que saltó a la fama a través de su participación en el programa de talentos HaKokhav HaBa y es conocido por sus interpretaciones de los éxitos "Transparent" y "Beyond the River" junto con Keren Peles, así como "Colors" del álbum debut de Gil Wayne.

## Vida y carrera
Buhnik comenzó a tocar música a los 13 años, tras recibir una guitarra como regalo por su bar mitzvá. Más tarde, aprendió a escribir y componer, además de tocar otros instrumentos.Buhnik comenzó su carrera musical como cantante en 2016, cuando participó en la tercera temporada del concurso de talentos "HaKokhav HaBa" y aprobó las audiciones con la canción "She Will Be Loved" de Maroon 5, pero no logró superar la fase de audición reducida. Ese mismo año, lanzó su sencillo debut "Sand Paths", compuesto por él mismo con letra de Ben-Or Habin.
En 2018, Buhnik saltó a la fama al interpretar la canción "Colors", del proyecto del músico Gil Wayne.La canción alcanzó el puesto número 10 en el desfile anual de canciones de Galgalatz y el número 7 en el desfile anual de canciones de Kan Gimel.  Incluso alcanzó el puesto número 61 en el Desfile de la Década de la radio.Según datos de Spotify Israel, también fue la décima canción más reproducida en 2019, lo que la convirtió en una de las más destacadas del año.
En diciembre de 2018, se lanzó el dueto "Transparent", del álbum homónimo de Peles, que cantó junto a la cantante Keren Peles. El tema alcanzó el número uno en las listas de radiodifusión de Media Forest y los puestos 19 y 24 en las listas anuales de Kan Gimel y Galgalatz.Alcanzó el puesto 58 en el Decade Parade de Kan Gimel. En abril de 2019, cantó otro dueto con Peles, también de su álbum, titulado "Beyond the River", que alcanzó el puesto 8 en las listas semanales de Media Forest. Ese mismo año, Ynet lo nombró uno de los "artistas israelíes más prometedores del año".
En octubre de 2021, lanzó su álbum debut "The Day After", que documentó su viaje desde ser herido en el ejército hasta actuar en el gran escenario.
A principios de abril de 2022, Buhnik lanzó el dueto "We'll Get Enamored Again" con la cantautora Merav Hellinger, que Hellinger había escrito y compuesto.
El 17 de marzo de 2024, Buhnik lanzó el sencillo «Eight Zero Seven», dedicado a la memoria de Shay-El Kenpo, un oficial de policía que murió en el cumplimiento de su deber en el dia de la masacre en el festival de música de Reim de 2023.
El 16 de junio de 2024, Buhnik lanzó el sencillo "Matera" de un nuevo proyecto. El 4 de noviembre, lanzó el sencillo "Ba Li Lebarach" con Dudi Buzaglo.
En diciembre de 2024, participó en HaKokhav HaBa por segunda vez con el objetivo de representar a Israel en el Festival de la Canción de Eurovisión 2025, pero finalmente no logró llegar a la ronda de selección.

## Discografía

### Álbumes
- 2021: El amor es mío

### Sencillos (selección)
- 2016: El amor es todo
- 2017: תסלחי
- 2018: צבעים (con Gil Vain)
- 2018: שקופים (con Keren Peles )
- 2019: מעבר לנהר (con Keren Peles)
- 2019: חוזרת אליי (con Avihai Naftali)
- 2019: לב יפה
- 2020: El amor es mío
- 2020: El amor es mío
- 2020: שקיעות (con talismán)
- 2021: El amor es mío
- 2021: בשביל מה אני נלחם
- 2022: נתמכר שוב (con Meirav Hellinger)
- 2022: דרכי עפר (con TOB)
- 2023: הכל זה בגללה (con אביחי נפתלי)
- 2023: El amor es mío
- 2023: שוב (con Meirav Hellinger)
- 2024: נלחם (con Avihai Hollender)
- 2024: שמונה אפס שבע
- 2024: מטרה
- 2024: El amor es mío
- 2024: בא לי לברוח (con Dudi Buzaglo)
- 2025: El amor es mío
- 2025: לדעת לאהוב